# M.I.A. (rapper)
Mathangi "Maya" Arulpragasam (tiếng Tamil: மாதங்கி 'மாயா' அருள்பிரகாசம், Mātaṅki 'Māyā' Aruḷpirakācam ?; sinh ngày 18 tháng 7 năm 1975), được biết với nghệ danh M.I.A., là một ca sĩ, nhạc sĩ, họa sĩ, đạo diễn và nhà thiết kế thời trang người Anh. Biệt danh "M.I.A." dựa trên tên thật của cô, và cũng chỉ sự viết tắt của Missing in Action. Các tác phẩm của cô kết hợp những yếu tố của âm nhạc điện tử, dance, alternative, hip hop và nhạc world. M.I.A. khởi đầu sự nghiệp từ năm 2000 trong vai trò một nghệ sĩ thị giác, nhà làm phim và nhà thiết kế tại Tây London trước khi bắt đầu sự nghiệp thu âm vào năm 2002. Cô nổi lên từ đầu năm 2004 với những đĩa đơn "Sunshowers" và "Galang", lọt vào bảng xếp hạng của Anh, Canada và số 11 trên Billboard Hot Dance Singles Sales ở Mỹ.
M.I.A. phát hành album đầu tay Arular vào năm 2005 và album thứ hai Kala năm 2007, cả hai đều nhận được sự khen ngợi của giới phê bình. Arular leo lên bảng xếp hạng ở Na Uy, Bỉ, Thụy Điển, Nhật Bản và Mỹ, nơi mà album đạt được vị trí số 11 trên bảng xếp hạng Billboard Independent Albums và số 3 trên Dance/Electronic Albums. Kala nhận được chứng nhận bạc tại United Kingdom, và vàng tại Canada và Hoa Kỳ, và leo lên đứng đầu bảng xếp hạng Dance/Electronic Albums tại đây. Album cũng lọt vào bảng xếp hạng ở một số nước ở châu Âu, cùng Nhật Bản và Úc. Đĩa đơn đầu của album, "Boyz" leo lên tốp 10 tại Canada và Billboard Hot Dance Singles Sales năm 2007, trở thành đĩa đơn tốp 10 đầu tiên của cô. Đĩa đơn "Paper Planes" cũng đạt được vị trí trong tốp 20 toàn thế giới và thứ tư trên Billboard Hot 100. "Paper Planes" nhận được chứng nhận vàng ở New Zealand và ba lần bạch kim tại Canada và Mỹ. Nó là đĩa đơn bán chạy số 7 của một nghệ sĩ người Anh tại Hoa Kỳ trong kỷ nguyên kĩ thuật số tính đến tháng 11 năm 2011, và là đĩa đơn bán chạy thứ hai của XL Recordings từ trước tới nay. Album thứ ba của M.I.A., Maya được ra mắt năm 2010 ngay sau bộ phim ngắn gây tranh cãi của ca khúc "Born Free". Đây là album có thứ hạng cao nhất của cô tại Anh và Mỹ, đạt được vị trí số 9 trên Billboard 200, đứng đầu Dance/Electronic Albums và nằm trong tốp 10 của Phần Lan, Na Uy, Hy Lạp và Canada. Đĩa đơn "XXXO" cũng nằm trong tốp 40 của Bỉ, Tây Ban Nha và Anh. M.I.A. đã thực hiện bốn tour diễn trên toàn cầu; cô cũng là người sáng lập ra hãng truyền thông riêng của cô, N.E.E.T..
Những nhạc phẩm thời kỳ đầu của M.I.A. chủ yếu được dựa trên nhạc cụ điện tử sequencer kiêm drum machine Roland MC-505, trong khi những tác phẩm sau đánh dấu sự phát triển về âm thanh của cô, với cấu trúc đa lớp gồm nhiều nhạc cụ, điện tử và mẫu âm thanh bất thường để tạo nên phong cách âm nhạc avant-garde khác biệt và nổi tiếng của cô. Với ca từ kết hợp những ẩn dụ về chính trị, xã hội, triết học và văn hóa mà bất chấp những quy ước của nhạc pop hiện có, M.I.A. là một trong những nghệ sĩ đầu tiên nhận được sự đón nhận của công chúng qua Internet, sau khi đăng nhiều bài hát và video của cô từ 2002 trở đi lên các trang như MySpace trước khi có sự tồn tại của YouTube.
Bên cạnh sự nghiệp âm nhạc, M.I.A. cũng là nhà từ thiện và nhà hoạt động nhân đạo. Năm 2009, People muốn đưa cô vào danh sách người đẹp nhất thế giới thường niên của họ, nhưng cô là người đầu tiên từ chối trong lịch sử của tạp chí và nói "Mẹ Teresa chưa bao giờ ở trong danh sách." Năm 2001, cô nhận một đề cử của giải Alternative Turner cho các tác phẩm thị giác của cô. Cô cũng từng được đề cử cho một giải Oscar, hai giải Grammy, Giải Mercury và giải Brit. Trong hai năm 2005 và 2008, M.I.A. là Nghệ sĩ của năm do Spin và URB bình chọn và M.I.A. cũng được ghi nhận là một trong những nghệ sĩ của thập niên 2000 trong danh sách của Rolling Stone vào tháng 12 năm 2009. Tạp chí Esquire xếp M.I.A. vào vị trí số 75 trong danh sách những người có ảnh hưởng nhất thế kỷ 21 vào tháng 1 năm 2010, và cùng lúc đó Time cũng đưa tên cô vào danh sách 100 người có ảnh hưởng nhất thế giới của tạp chí.

## Danh sách đĩa nhạc
- Arular (2005)
- Kala (2007)
- Maya (2010)

## Tour
- Arular Tour (2005)
- Kala Tour (2007)
- People vs. Money Tour (2008)
- Maya Tour (2010)

## Danh mục sách đọc thêm
- Aksomitis, Linda (2007). Downloading Music. Detroit: Greenhaven Press. ISBN 978-0-7377-3646-5 0737736461 Kiểm tra giá trị |isbn=: số con số (trợ giúp).
- Arulpragasam, Maya (2002). M.I.A. No. 10 . ISBN 1-903977-10-X.
- Bennett, Andy, Stratton, Jon (2010). Britpop and the English Music Tradition. Ashgate Publishing. tr. 6–7. ISBN 978-0-7546-6805-3 0754668053 9781409409328 1409409325 Kiểm tra giá trị |isbn=: số con số (trợ giúp). OCLC 663973447.Quản lý CS1: nhiều tên: danh sách tác giả (liên kết)
- Beres, Derek (2005). Global beat fusion: the history of the future of music. Lincoln, Neb.: iUniverse. tr. 20–21, 194. ISBN 0-595-34899-8 9780595348992 Kiểm tra giá trị |isbn=: số con số (trợ giúp). OCLC 62334812.
- Beth Ray, Mary (2011). Rock Brands: Selling Sound in a Media Saturated Culture. Rowman & Littlefield: Lexington Books. tr. 242. ISBN 978-0-7391-4634-7 0739146343 9780739146354 0739146351 9780739146361 073914636X Kiểm tra giá trị |isbn=: số con số (trợ giúp). OCLC 664667183.
- Bradley, Adam, DuBois, Andrew (2010). The Anthology of Rap. Yale University Press. ISBN 978-0-300-14190-0 0300141904 Kiểm tra giá trị |isbn=: số con số (trợ giúp).Quản lý CS1: nhiều tên: danh sách tác giả (liên kết)
- Dodero, Camille (ngày 22 tháng 10 năm 2007). “CMJ: This is Another Piece About M.I.A. at Terminal 5”. The Village Voice. Bản gốc lưu trữ ngày 5 tháng 2 năm 2013. Truy cập ngày 13 tháng 1 năm 2013.
- Frere-Jones, Sasha (ngày 22 tháng 11 năm 2004). “Bingo in Swansea – Maya Arulpragasam's World”. The New Yorker.
- Gibney, Mark; Loescher, Gil (2010). Global refugee crisis: a reference handbook . Santa Barbara, Calif.: ABC-CLIO. ISBN 978-1-59884-455-9 1598844555 9781598844566 1598844563 Kiểm tra giá trị |isbn=: số con số (trợ giúp). OCLC 639162716.Quản lý CS1: nhiều tên: danh sách tác giả (liên kết)
- Haddad, Candice (2011). In the limelight and under the microscope: forms and functions of female celebrity. Continuum International Publishing Group. ISBN 978-1-4411-5495-8 1441154957 9780826438553 0826438555 Kiểm tra giá trị |isbn=: số con số (trợ giúp).
- Harvilla, Rob (ngày 20 tháng 1 năm 2009). “How M.I.A. (and America) Got Her Swagger Back”. The Village Voice.
- Longhurst, Brian (2007). Popular music and society. Cambridge, UK Polity Press. tr. 146. ISBN 0-7456-3162-2 9780745631622 0745631630 9780745631639 Kiểm tra giá trị |isbn=: số con số (trợ giúp). OCLC 237190093.
- Low, Bronwen (2011). Slam School: Learning Through Conflict in the Hip-Hop and Spoken Word Classroom. Palo Alto: Stanford University Press. tr. 157–158. ISBN 978-0-8047-7753-7 0804777535 Kiểm tra giá trị |isbn=: số con số (trợ giúp).
- Meyers, Michael; Emig, Rainer (2009). “Missing in Act(i)on: Asian British Pop music between resistance and commercialization”. Word & image in colonial and postcolonial literatures and cultures. Rodopi Publishers. tr. 261–273. ISBN 978-90-420-2743-5 9042027436 Kiểm tra giá trị |isbn=: số con số (trợ giúp).
- Novoselic, Krist (ngày 2 tháng 6 năm 2009). “Music: The Great Messenger: How My Story's Similar to M.I.A”. Seattle Weekly. Bản gốc lưu trữ ngày 27 tháng 3 năm 2012. Truy cập ngày 13 tháng 1 năm 2013.
- Orlov, Piotr (2004 / 2005). “Interview with M.I.A. from Arthur Magazine”. Arthur. 16. Kiểm tra giá trị ngày tháng trong: |date= (trợ giúp)
- Smith, Courtney E. (2011). Record collecting for girls: unleashing your inner music nerd, one album at a time. Boston: Houghton Mifflin Harcourt. ISBN 978-0-547-50223-6 0547502230 Kiểm tra giá trị |isbn=: số con số (trợ giúp). OCLC 694830145.
- Weems, Lisa (2011). Postcolonial challenges in education. New York: Peter Lang. ISBN 978-1-4331-0649-1 1433106493 9781433106507 1433106507 Kiểm tra giá trị |isbn=: số con số (trợ giúp).